# Vicente Zambada Niebla
Jesús Vicente Zambada Niebla (Culiacán, Sinaloa, 10 de mayo de 1975) también conocido como «El Vicentillo», es un exnarcotraficante mexicano del Cártel de Sinaloa. Fue arrestado en la Ciudad de México el 19 de marzo de 2009 y extraditado a los Estados Unidos en febrero de 2010 para ser juzgado por cargos relacionados con el narcotráfico.

## Biografía
Jesús Vicente Zambada Niebla nació en Culiacán Sinaloa en 1975. Es hijo de Ismael Zambada García (alias, "El Mayo"), uno de los principales líderes de la organización de narcotráfico el Cártel de Sinaloa, y de Rosario Niebla Cardoza. Es el hermano de María Teresa, Midiam Patricia y Mónica Zambada Niebla quienes también se encuentran en el negocio de su padre en el Cartel de Sinaloa. También se conoce a un hijo de Zambada Niebla llamado Samael Zambada, quien no tiene relación con el negocio de su padre en el Cartel De Sinaloa. Desde que nació estuvo en un ambiente criminal, rodeado de traficantes de drogas, lavadores de dinero, sicarios e inclusive de una masa política de corrupción. El 30 de abril de 2021 se ha dicho que Vicente Zambada ya no se encuentra bajo custodia del Departamento de Prisiones de Estados Unidos (BOP), según Emery Nelson, el portavoz del BOP a la cadena Univisión. Nelson no especificó cuando fue liberado y cuál es la situación legal de Zambada Niebla.

## Cargos y acuerdo de culpabilidad
Zambada fue acusado de traficar más de mil millones de dólares en cocaína y heroína. Sin embargo, Zambada afirma que está cubierto por un acuerdo de inmunidad entre México y los Estados Unidos. Y que, debido a que los líderes del Cartel de Sinaloa proporcionaron a los agentes federales información sobre las pandillas rivales de la droga, debería salir en libertad. Como se reveló en un acuerdo de culpabilidad de 2013 que se hizo público por un Tribunal de Distrito de los EE. UU. En 2014, admitió haber coordinado el contrabando de toneladas de cocaína y heroína con "El Chapo", Joaquín Guzmán Loera, y acordó perder los activos de $1.370 millones. La declaración de culpabilidad resultó en una multa de $4 millones y 10 años de prisión. Se le considera un testigo potencial superior contra "El Chapo".
El 8 de noviembre de 2018, se presentó un acuerdo de culpabilidad en el Tribunal de Distrito de los Estados Unidos para el Distrito de Illinois en el que Zambada se declaró culpable de trabajar con El Chapo y otros para importar ilegalmente a los Estados Unidos miles de kilos de cocaína. Zambada y otros utilizaron aviones privados, submarinos y lanchas rápidas para contrabandear las drogas de Colombia a México y luego a los Estados Unidos.
A cambio de la cooperación de Zambada, el gobierno recomendó pautas de sentencia más indulgentes y que se tomen medidas para garantizar la seguridad de su familia. Esto incluía que Zambada y su familia pudieran permanecer permanentemente en los Estados Unidos.